# البقعة (الخليل)
البقعة أو البقاع، كما وردت البقاع أو البقر، (يعني "الوادي المفتوح")هي قرية فلسطينية تقع إلى الشرق من الخليل. تحتلها إسرائيل منذ عام 1967، جنبا إلى جنب مع بقية الضفة الغربية. تقع بين المستوطنات الإسرائيلية جفعات هرسينا وكريات أربع. وادي الغروس أو وادي الجروز هي منطقة من الخليل تقع على الحدود مع البقعة في الغرب.
توجد قرية بدوية تحمل اسم البقعة على بعد حوالي 11 كلم جنوب شرق رام الله.

## الجغرافيا
البقعة منطقة ريفية تقع البقعة في قلب وادي البقعة، على بعد بضعة كيلومترات شرق مدينة الخليل. تقع بين المستوطنات الإسرائيلية جفعات هرسينا وكريات أربع. على بعد نصف كيلومتر غرب القرية، تقع منطقة وادي الغروس الصغيرة، التي يفصلها الطريق الالتفافى 3507، والتي تتقاطع مع القرية وتربط المستوطنتين. أيضا يقع موقع عسكري في ما بينهما، بالقرب من الطريق 3507.إلى الشمال، تقع البقعة على الحدود مع البويرة، ويفصلها جفعات هرسينا. شرق القرية: سعير وبني نعيم، يفصلهما الطريق السريع الإسرائيلي 60.

## السكان
وفقاً لتعداد عام 2007، بلغ إجمالي عدد سكان البقعة في عام 2007 حوالي 1200 شخص. في عام 2011، قدّر جهاز الإحصاء الفلسطيني عدد السكان بـ 1،369 شخصًا.يتكون سكان البقعة بشكل أساسي من ست عائلات وهي: عائلة جابر، عائلة سلطان، عائلة القامري، عائلة تلحمي، عائلة النتشة وعائلة دعنا.كان وادي الغروس يضم 65 عائلة في عام 2005.